# Gouvernement Serge Sarkissian II
Pour les articles homonymes, voir Gouvernement Serge Sarkissian.
Arménie
S. Sarkissian I T. Sarkissian I
Le gouvernement Serge Sarkissian II est le gouvernement de l'Arménie du 8 juin 2007 au 8 avril 2008.

## Majorité et historique
Il s'agit du second gouvernement formé par Serge Sarkissian. Il est formé suite des élections législatives arméniennes de 2007.
Il est soutenu par le Parti républicain d'Arménie, Arménie prospère, la Fédération révolutionnaire arménienne et Héritage.
Le gouvernement démissionne le 8 avril 2008.

## Composition
- Les nouveaux ministres sont indiqués en gras, ceux ayant changé d'attributions en italique.

| Poste                                                           | Titulaire | Titulaire             | Parti |
| --------------------------------------------------------------- | --------- | --------------------- | ----- |
| Premier ministre                                                |           | Serge Sarkissian      | HHK   |
| Vice-Premier ministre Ministre de l'Administration territoriale |           | Hovik Abrahamian      | HHK   |
| Ministre de l'Agriculture                                       |           | Davit Lokian          | FRA   |
| Ministre des Affaires étrangères                                |           | Vardan Oskanian       | HHK   |
| Ministre de la Culture                                          |           | Hasmik Boghossian     | Sans  |
| Ministre du Commerce et du Développement économique             |           | Nerses Yeritsian      | HHK   |
| Ministre de la Défense                                          |           | Mikayel Haroutyounian | Sans  |
| Ministre du Développement urbain                                |           | Vardan Vardanian      | BHK   |
| Ministre de l'Éducation et des Sciences                         |           | Levon Mkrtchian       | FRA   |
| Ministre des Finances et de l'Économie                          |           | Vardan Khachatrian    | Z     |
| Ministre de l'Énergie                                           |           | Armen Movsissian      | HHK   |
| Ministre de la Justice                                          |           | Gevorg Danieian       | HHK   |
| Ministre de la Protection de la nature                          |           | Aram Haroutiounian    | HHK   |
| Ministre de la Santé                                            |           | Haroutyoun Kouchkian  | BHK   |
| Ministre des Sports et des Affaires de la jeunesse              |           | Armen Grigorian       | BHK   |
| Ministre des Transports et des Communications                   |           | Andranik Manoukian    | H     |
| Ministre du Travail et des Affaires sociales                    |           | Aghvan Vardanyan      | FRA   |